# Манильва
Манильва (исп. Manilva) — город и муниципалитет в Испании, входит в провинцию Малага, в составе автономного сообщества Андалусия. Муниципалитет находится в составе района (комарки) Коста-дель-Соль-Оксиденталь. Занимает площадь 35 км². Население — 14 168 человек (на 2010 год). Расстояние до административного центра провинции — 95 км.

## История
Благодаря своему стратегическому положению и близости ко входу в Средиземное море, эта местность была заселена ещё с каменного века. В Римский период здесь находилась рыбоперерабатывающая промышленность и остатки фабрики и римской бани того времени сохранились в деревне Кастильо-де-ла-Дукес. В XVI веке был основан город Манильва, сначала как часть муниципалитета Касарес, а с 1795 года — как независимое поселение. С давних времён город славится виноградниками и рыбной промышленностью. С 70-х годов город становится одним из туристических центров и теперь является одним из наиболее быстро развивающихся муниципалитетов Коста-дель-Соль.

## Население
| Год  | Численность | Численность   |
| ---- | ----------- | ------------- |
| 2001 | 5986        | [ 3 ]         |
| 2002 | 6270        | [ 4 ]         |
| 2004 | 8245        | [ 5 ]         |
| 2005 | 9624        | [ 6 ]         |
| 2006 | 11 181      | [ 7 ]         |
| 2007 | 12 249      | [ 8 ]         |
| 2008 | 13 258      | [ 9 ]         |
| 2009 | 13 813      | [ 10 ]        |
| 2010 | 14 168      | [ 11 ]        |
| 2011 | 13 810      | [ 12 ]        |
| 2012 | 14 391      | [ 13 ]        |
| 2013 | 14 600      | [ 14 ]        |
| 2014 | 14 451      | [ 15 ]        |
| 2015 | 14 587      | [ 16 ]        |
| 2016 | 14 750      | [ 17 ]        |
| 2017 | 14 589      | [ 18 ]        |
| 2018 | 14 977      | [ 19 ] [ 20 ] |
| 2019 | 15 528      | [ 21 ]        |
| 2020 | 16 439      | [ 22 ]        |
| 2021 | 16 849      | [ 23 ]        |
| 2022 | 17 157      | [ 24 ]        |
| 2023 | 17 857      | [ 25 ]        |
| 2024 | 18 099      | [ 1 ]         |